# 曼諾橋
曼諾橋（英語：Monnow Bridge），位於英國威爾斯的蒙茅斯，是建立於中世紀的一座門型石橋，也是目前該國僅存的同型橋樑。它橫跨曼諾河上，大約位於該河匯入威河河口的上游500公尺處。是英国唯一一座仅存的带桥头堡的桥。桥上的门楼矗立在桥上。这样的桥塔从中世纪开始在整个欧洲都很常见，但由于城市的扩张，防御要求的降低，以及交通和贸易需求的增加，很多桥塔都被毁掉了。这座桥的历史和建筑的重要性以及它的稀缺性体现在它的历史和建筑的重要性上，它被列为法定古迹和第一級登錄建築，目前闢建為行人專用道。
自罗马人占领英国以来，蒙茅斯一直是一个重要的边境定居点，当时它是Blestium堡垒的所在地。魏河可能在这个时候就已经架起了桥梁，但蒙诺河是很容易通过的，似乎直到诺曼征服之后才有了一个渡口。根据当地的传统，蒙诺桥的建造始于1272年，以取代12世纪的诺曼木桥。经历了中世纪时代、英国内战和烧炭工人起义，这座桥在保卫蒙茅斯的过程中发挥了重要的作用，但也是无效的。它还曾作为一个监狱、弹药库、小木屋、广告囤积地、庆祝活动的焦点，最重要的是，它还作为一个收费站。蒙茅斯的中世纪发展的大部分资金来自于通过皇家特许经营的税收和过路费。这些过路费是通过控制进城点来收取的，包括蒙诺桥上的门楼。
该桥主要由旧红砂岩建造，在18世纪和19世纪进行了大量的重建和重建。在那几个世纪，它也成为艺术家们的热门题材；特纳、加斯蒂诺和科特曼都曾为这座桥和大门绘制过素描。到了20世纪，随着交通量的增加和越来越大的车辆的使用，它受到了越来越多的破坏。在21世纪，在南面修建了一个新的过街天桥，使该桥的行人通道得以实现。

## 历史

### 早期历史
蒙茅斯是罗马人在英国的一个重要定居点，作为Blestium的边境要塞，也是一个重要的铁器加工中心，罗马人可能在占领期间就在魏河上架起了桥梁，但蒙诺河似乎直到诺曼入侵后才有了渡口。
约1070年，诺曼人的领主威廉-菲茨-奥斯伯恩（William FitzOsbern）在两河交汇处附近建造了一座城堡。随后的两个世纪里，本笃会修道院（Benedictine Priory）建立。当地开始以及作为威尔士边区的防御据点的城镇发展。

### 12-14世纪
蒙茅斯的蒙诺河上的原始桥是12世纪中叶用木头建造的，1988年，防洪工程发现了现存的木桥正下方的遗迹，而年代学分析表明，其木材来自于1123年至1169年之间砍伐的树木。温多弗的罗杰在《Flores Historiarum》中的早期记载可能表明，这座木桥和附近的圣托马斯殉道者教堂在1233年的蒙茅斯之战中被亨利三世的支持者和彭布罗克伯爵理查德-马歇尔的军队交战时被毁。关于战役的地点和具体的桥都存在争议—当地历史学家基思-基萨克（Keith Kissack）认为，这场战役是在蒙茅斯城堡（Monmouth Castle）下方的沃克斯霍尔田野（Vauxhall Fields）上打的，离蒙诺桥有一段距离，而其他现代史学家则继续将战役地点放在Overmonnow。
这座石桥于13世纪末建成。传统上认为该桥建于1272年，但这一日期没有任何文献证据。历史学家威廉-考克斯（William Coxe）错误地将该桥描述为在诺曼征服之前，并记录了 "它是蒙诺河的通道，是抵御威尔士人的屏障"。1804年，蒙茅斯古籍学家查尔斯-希斯（Charles Heath）写道，这座桥的 "地基如此古老，以至于历史和传统都无法确定其架设日期。希斯直接引用了弗朗西斯-格罗西（Francis Grose）于1773年出版的《英格兰和威尔士古物》（The Antiquities of England and Wales）的早期指南。考古学家马丁-库克（Martin Cook）指出，1270年这一日期的意义在于，由于国际贸易的迅速发展，桥梁的建造量增加了，这一时期的开始。土木工程师Edwyn Jervoise认为，由于17世纪波弗特公爵在拉格兰城堡的档案被毁，这不太可能，因为直到19世纪，门楼才被公爵家族--萨默塞特家族所拥有。
这座门楼被称为Monnow Gate，它使Monnow桥有了现在独特的外观，它是在13世纪末或14世纪初添加的，也就是在桥本身建成后二十五到三十年后。 门楼中道的选址相对不寻常；考古学家大卫-哈里森（David Harrison）指出，更常见的安排是将门楼位于桥的一端的巷道上。Murage是一种中世纪的税收，专门用于筹集资金建造或修复城墙。那时候，这座桥比现在要窄得多，所有的交通都在一个拱门下通过。拱门由一个拱门保护，其相关的凹槽至今仍可见。突出的拱门是中世纪时期的一个防御性孔洞，可以将石块或其他材料投掷到攻击者身上，不知在什么时候被添加，可能是在14世纪晚期。制图师John Speed的1610年的地图显示，城墙只在镇子的北面，而北面的Monnow或Wye河都没有保护，但考古学家Ian Soulsby认为，Monnow门和Speed所显示的另一扇通往Chippenham Mead的门 "无法想象"，它是单独存在的。
除了防御作用外，门楼还起到了屏障的作用，以便向参加集市的人征收过路费。在1297年和1315年的《专利卷》以及随后的城镇宪章中都授权征收过路费。这些物品包括 "五头肥猪、一马车的蜂蜜和一千枚（修屋顶用的）钉子"。1447年，亨利六世授予该镇一份宪章，使该镇得以进一步发展。
历史学家们对门楼的主要目的是防卫还是征收税款进行了争论。1902年维多利亚时代的古董学家Mary Ellen Bagnall-Oakeley撰写了第一部关于桥和门的历史，她将门楼描述为 "一个小堡垒，本身就是一个完整的小堡垒，当然，在战争时期是没有用的"。她的论述认为，"塔楼与镇上的防御工事墙没有任何联系 ，门楼的建立只是为了收取过路费"。蒙茅斯郡的考古学家约瑟夫-布拉德尼（Joseph Bradney）在他的《蒙茅斯郡从诺曼人进入威尔士到现在的历史》（A History of Monmouthshire from the Coming of the Normans into Wales down to the Present Time）的第一卷中表示赞同；"这座桥是一个奇怪的结构，似乎更多的是为了收取过路费，而不是为了其他的东西，尽管作为城墙外的防御工事，它可能会有一定的帮助"。 Kissack沿用了他们的论点，指出门楼在防御性方面并不奏效，因为Monnow河可以很容易地从上游步行过河。更多的近代论者不同意；Soulsby认为这座桥有明显的防御目的，而最近的桥和门楼史的作者Michael Rowlands则认为，这座桥和门楼满足了防御性保护和征收通行费的双重目的。

### 15-19世纪
在1400年至1415年之间的奥温-格伦德（Owain Glyndŵr）的叛乱中，蒙茅斯及其城堡都没有遭到攻击，尽管附近的阿贝格文尼（Abergavenny）和格罗斯蒙特（Grosmont）在起义中被烧毁。这一时期的动乱对该镇的发展产生了不利的影响，但这座桥作为收费关口的重要功能仍在继续。1589年，蒙茅斯市议会议员菲利普-琼斯(Philip Jones)将其在 "Bayliepitte "的土地和房屋的租金每年约120英镑遗赠给蒙茅斯的市长和法警，条件是市府必须免除那些经过该门或带着牛群进入蒙茅斯的人在集市日的过路费。
在16世纪，古董家约翰-利兰在他的一本《行程表》中描述了这座桥。"从蒙克门开始，城墙向西延伸到蒙诺河。墙内有四座城门。蒙克门、东门和怀伊门...........还有蒙诺门，蒙诺门就在横跨蒙诺河的桥上方。"约翰-斯贝德的作品《大英帝国的景观》（The Theatre of the Empire of the Great Britain）中收录了关于这座桥和门的直观描述，该作品出版于1611年。他的《蒙茅斯郡地图》中的插图显示了蒙诺桥和大门以及怀伊桥上的类似门楼。
在英国内战中，该镇数次易主，1645年，该桥被来自拉格兰的保皇党夺取，他们试图从Kyrle上校领导的议会军手中夺回该镇，但失败了。基萨克将这次交战描述为"（对）蒙茅斯的最坚决的保皇党攻击"，Kyrle的对手中有8人被杀，5人被俘。
1705年，桥和门楼需要维修：原来的城墙被换成了实心墙，建筑被重新装修成了两层楼高的住宅，木板和板条的延伸部分向河边延伸。门楼的一部分仍被用作储物室，这种多重用途并不罕见；考古学家C.J.邦德（C.J.Bond）记载，"门楼通常包括可用作储物室、小教堂或会议室的房间"。 1771年至1775年期间，桥和门楼都被再次修复。桥的维修费用包括了100加仑啤酒的费用。贸易仍然是这座桥的重要组成部分。据蒙茅斯郡的作家和艺术家Fred Hando记录，18世纪初的一个星期六，"500匹马，每匹马带着5蒲式耳的玉米从蒙诺门进入"。
1804年，查尔斯-希斯（Charles Heath）记录道："内部没有什么值得注意的地方，它唯一的用途是在蒙茅斯驻扎的时候，偶尔作为军方的看守所或火药房。"这时，门楼已经被废弃，成为了一个住宅。1815年左右，包括门楼在内的斜屋扩建部分被拆除。1819年，在建筑的一侧开辟了一条人行通道，以帮助缓解桥上的交通流量。在1830年之前，门楼属于蒙茅斯宪章company，后来又属于郡议会。1832年，门楼的屋顶在1832年被重建，两边各有一个更深的屋檐和四个装饰性的檐口。1845年，在拱门的下游一侧增加了第二条通道，从那时起，除了定期的维护和维修外，门楼的结构基本保持不变。
1839年，在Newport烧炭工起义的时候，由于当局担心烧炭工人对蒙茅斯的进攻，门楼就被守卫起来了。后来的旅游指南表明，塔上可见的三个洞是在这个时候开辟的，"是为了防备烧炭工人的进攻"，但Rowlands显示，在1839年之前的门楼插图中，很早就可以看到这些孔洞。
门楼是 "Up-Town"（蒙茅斯的主要城镇）和Overmonnow（"Cappers'Town"）的对立帮派之间的年度战斗（"muntlings"）。后者因为它是蒙茅斯帽子的传统制作者的聚集地，所以被称为 "Cappers'Town"（帽匠城）。在1858年禁止对峙之前，5月1日和5月29日，来自桥两边的青年们都会拿着石块加固的 "bessom "或 "muntles "聚集在一起，互相丢石头玩耍。
1891年，为了纪念蒙茅斯郡大公子Llangattock勋爵的长子John Maclean Rolls的成年，该桥被装饰成旗帜和灯光。

### 20-21世纪
从1889年到1902年，在蒙茅斯郡议会的指导下，对桥和门楼进行了广泛的保护工程，而蒙茅斯郡议会则保留了维护的责任。首先是通过插入金属拉杆来防止门楼可能的倒塌，将塔楼的两面固定在一起；这两根拉杆两端的四块圆板仍然可以看到。 1892年，由于发现河床侵蚀严重破坏了桥墩，1892年开始对桥的拱门和桥墩进行了保护工作，19世纪90年代中期至1897年对门楼外部进行了维修。在1889-1902年的修缮工作结束后，对门楼的内部进行了改善，并在1902年对公众开放。

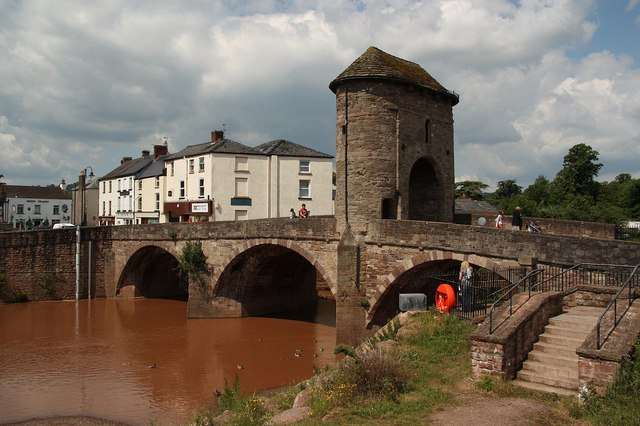

1900年，门楼的所有权从亨利-萨默塞特（Henry Somerset），即波弗特第九世公爵（Duke of Beaufort）转让给了蒙茅斯郡议会，作为萨默塞特家族在蒙茅斯郡的全部土地所有权的一部分。这笔馈赠记录在门楼的铜牌上。当地的古董学家Mary Ellen Bagnall-Oakeley在1903年写下了第一本关于桥和门楼的历史---Monnow Bridge Tower，这本书出现在1903年。20世纪20年代末，该灯的顶部部分被双电灯取代。在20世纪60年代，这些灯被完全拆除，自1991年起，桥上的路灯全部使用现代足球场灯组（广束光组，floodlight）。
1963年，Fred Hando在20世纪20年代至60年代期间为南威尔士Argus杂志撰写的一系列文章中记录了蒙茅斯郡周围的兴趣点和历史，他写了一篇关于门楼的描述，其中提到了当时位于楼上房间里的小型博物馆。Hando提到了爱德华一世在1296-7年和爱德华二世在1315年发行的专利卷的 "精美的 "副本，其中记录了可以征收过路费的物品，以资助蒙茅斯的防御工事。
在20世纪，由于交通量增大，门桥的能见度较差，引路狭窄，导致事故增多，导致早在18世纪就有许多类似的桥塔被拆除。1923年该桥和桥门被正式保护为古迹，大约在同一时间开始提出了新建公路桥的建议。 1965-1966年新建的A40公路桥缓解了镇上的交通压力，1981年由区议会编制的镇中心规划再次提出了新建桥的建议。1982年5月18日，一辆双层巴士撞上了大桥，导致大桥关闭了一个月，之后不得不进行维修，大桥和闸门的损坏事故仍在继续，90年代初，两名司机在驾驶车辆过桥后被起诉，车辆的重量和高度大大超过了大桥的限制。
1999年，工程师Ove Arup and Partners对Monnow桥下游的桥梁进行了可行性研究，但当时该方案没有取得进展。 县议会和镇议会仍然致力于建造一座新的交叉口，以支持该镇的经济发展，2003年，地方当局获得了130万英镑的资金，并开始施工。新桥于2004年3月15日对当地交通开放，使旧桥变成了人行道。关闭交通后，还进行了大规模的维修计划，部分资金由威尔士政府和欧盟资助。经过进一步的保护和维修，门楼于2014年正式重新开放，每周一天允许公众进入。

## 建筑结构
桥长34.8米，宽7.3米，门楼高出桥面11米高，有三座拱桥，立在桥墩上，两个桥墩立在蒙诺河河床上，形成了截水。 拱桥的底部有肋骨加固，桥由七种石块组成，主要是老红砂岩，都是在离蒙茅斯16公里（10英里）内采石。穿过大门的两条通道是19世纪的插入式建筑。在它们建成之前，主门是唯一的进出通道。这个开口是由一个门廊防守的，门楼是椭圆形的，其西面和东面的立面有相当大的差异。西边的正面有三座带有谋杀孔的门楼，历史学家Oliver Creighton和Richard Higham注意到它们的 "精美的建筑细节"。这些门楼的年代不确定，但与类似的、年代较久的例子（如肯特郡的Consing Castle的例子）相比，它们的建造年代应该是14世纪。它们不可能是门楼的原件，因为它们的位置会阻碍门楼的门洞。它有一个中央放置的圆头窗。穿过桥的人行拱门也有不同的设计，北面的拱门是尖的，南面的拱门是平的 "Caernarvon "头。
在内部，大门有一个单间和一个门房。最初的内部通道是通过一个石制的螺旋形楼梯，但后来被毁坏了，并插入了一个木制的替代物。塔内的房间长10米（33英尺），宽3米（9.8英尺），有一个阁楼和18世纪的屋顶。屋顶是1832年重建的，从上层房间可以看到机器切割的椽子，18世纪和19世纪的图纸显示屋顶上有一个烟囱，但在现有的资料中没有提到塔房内有壁炉。中世纪的屋顶是平坦的，有拱形护栏和墙面。
1996年，该桥被联合国教科文组织的咨询机构----国际古迹遗址理事会列入可能的世界遗产桥梁名单。世界遗产地位的标准要求该桥必须具有 "突出的普遍价值"，并说明 "桥梁工程或技术发展的重要阶段"。
这座桥是英国仅存的两座防御工事桥之一，另一座是在诺森伯兰省的瓦克沃斯（Warkworth），在那里，门楼矗立在桥的一端的土地上，而不是桥本身，考古学家约翰-斯蒂恩（John Steane）形容它 "不如 "蒙诺门 "令人印象深刻"。历史学家理查德-海曼（Richard Hayman）最近（2016年）的一篇鉴赏文章将蒙诺桥描述为 "可以说是英国现存最优秀的中世纪桥梁"。"这样的桥塔在欧洲大陆各地都很常见，从中世纪开始，在英国也有少量的桥塔。英国的例子包括什鲁斯伯里的Mardol Gate和布里斯托尔的Froome Bridge。大陆的例子包括西班牙布尔戈斯附近的Frias Bridge和法国卡奥尔的Pont Valentré。但是，18世纪以来，城市的扩张、防御要求的降低以及交通和贸易的大幅增加，导致许多曾经是常见的桥梁类型被毁坏。蒙诺桥和门的稀有性体现在它作为潜在的世界文化遗产，被列为世界文化遗产，被列为法定古迹和一级挂牌建筑；它的挂牌描述为 "一座杰出的中世纪防御工事桥，现在在英国是独一无二的"。

## 外部連結
- Geograph photos of Monnow Bridge （页面存档备份，存于）
- Structurae数据库中Monnow Bridge的数据